# ÉPOQ
ÉPOQ (Étude des populations d'oiseaux du Québec) est une base de données ornithologique créée en 1975 contenant les données des Feuillets d'observations quotidiennes des oiseaux du Québec.
Créée par Jacques Larivée, un informaticien et ornithologue québécois, ÉPOQ est le plus ancien et le plus important programme de compilation d'observations ornithologiques en Amérique du Nord,,. ÉPOQ informatisait les feuillets d'observations quotidiennes des oiseaux du Québec créés par Victor Gaboriault, un enseignant et ornithologue québécois qui fut ainsi un pionnier méconnu du programme eBird. 
ÉPOQ a également servi de modèle à la mise en place d'eBird,, une base de données en ligne d'observations d'oiseaux fournissant aux scientifiques, chercheurs et naturalistes amateurs des données en temps réel sur la distribution et l'abondance des oiseaux. ÉPOQ a cessé ses activités en 2016 pour laisser place à eBird.  En 2019, l'ensemble des données contenu dans ÉPOQ a été transféré dans eBird.